# Стеван Тонтић
Стеван Тонтић (Грдановци, 30. децембар 1946 — Нови Сад, 12. фебруар 2022) био је српски књижевник.

## Биографија
Основну школу похађао је у родном селу и Лушци Паланци, средњу у Санском Мосту и Приједору, студије филозофије са социологијом завршио на Филозофском факултету у Сарајеву. Поезијом и критичким текстовима почиње да се бави средином шездесетих година. Учествовао је у студентским протестима 1968.
Почетком 1969. године постао је главни уредник студентског листа Наши дани, да би већ трећи број листа био судски забрањен а редакција распуштена. Прву збирку поезије објавио је  1970. године, а она је награђена савезном наградом листа Младост. Након тога запослио се у културној редакцији Телевизије Сарајево, а обављао и дужност секретара Удружења књижевника БиХ. Био је члан редакције листа књижевне омладине Лица.
У другој половини седамдесетих година почео је да ради као уредник за књижевност у издавачкој кући Свјетлост, у којој касније уређује и часопис Живот. Током 1992. и 1993. пише песме о ратним страхотама, објављене у збирци Сарајевски рукопис (Београд 1993) која је преведена на више језика. После илегалног изласка из града, Тонтић у пролеће 1993. одлази у Немачку (Берлин), где је као избеглица остао осам година и осам месеци. Као егзилант без запослења, живео је од социјалне помоћи, хонорара, књижевних награда и повремених стипендија, тако је уз подршку фондација провео у кући нобеловца Хајнриха Бела девет месеци.
У Немачкој су објављени преводи његових дела, наступа у многим немачким градовима. Године 1995. учествао је на песничком фестивалу у Јерусалиму, а пет година касније на великој шестонедељној турнеји европских писаца „Литерарним  експресом“ по Европи, од Лисабона преко Мадрида и Париза до Петрограда, Москве, Варшаве и Берлина. На Универзитету у Инзбруку држао је неколико пута предавања студентима славистике. Учествао је на књижевним сусретима у Пољској, Аустрији, Француској, Италији и другим земљама.
За време песниковог егзила у Немачкој, његова супруга проводи с мајком у избегличком статусу у Београду. После повраћаја окупираног стана у Сарајеву, из којег је с пишчевом библиотеком нестало и све друго, брачни пар се 2001. враћа у тај град, у чему ће видети неку врсту „обрнутог егзила“. Тонтић ту живи као слободни писац, да би се у мају 2014. настанио у Новом Саду.
Тонтићеве књиге преведене су на више страних језика (седам наслова на немачки, по два на румунски, пољски и македонски, по један на чешки, бугарски и француски), а многе песме (уз понеки есеј и прозу) објављене су у великом броју земаља. Заступљен је у бројним антологијама српске поезије и на страним језицима.
Тонтић је писао поезију, прозу, есеје, књижевну критику и преводи с немачког језика. Саставио је неколико антологија поезије и приредио издања дела већег броја писаца (П. Кочић, Б. Ћопић, Н. Шоп, Д. Максимовић, М. Диздар, В. Попа, С. Раичковић, Д. Трифуновић, Д. Колунџија и др.) Био је три године члан НИН-овог жирија критике за роман године. Члан је Српског и Немачког ПЕН-центра, Српског књижевног друштва и Удружења књижевних преводилаца Србије. Collegium Europaeum Jenense (Јена) изабрао га је за свог члана, што је „признање за изванредан рад на разумевању међу народима.“
Преминуо је 12. фебруара 2022. године у Новом Саду.

## Преводилачки рад
С немачког на српски превео је, између осталог, књиге Петера Хухела (награда „Милош Н. Ђурић“), Гинтера Ајха, Кристе Волф, Гинтера Кунерта, Кристофа Мекела, Рихарда Питраса, Саида, Увеа Колбеа, Жужане Газе, Јиргена Израела, Петера Фелкера, Андре Шинкела, Јана Вагнера, Николаса Борна, Томаса Розенлехера.
На немачки је, заједно са В. Калинкеом, превео Лирику Итаке М. Црњанског (двојезично издање, Leipziger Literaturverlag, Лајпциг 2008.)

## Награде
- Награда листа „Младост”, за најбољу прву књигу, 1971.
- Бранкова награда Матице српске, за есеј „Трагично у поезији Бранка Миљковића”, 1971.
- Награда „Алекса Шантић”, за књигу Црна је мати недјеља, 1985.
- Награда издавачке куће „Свјетлост”, за књигу Праг, 1986.
- Шестоаприлска награда града Сарајева, за књигу Праг, 1987.
- Награда „Милан Ракић”, за књигу Сарајевски рукопис, 1994.
- Змајева награда, за књигу Сарајевски рукопис, 1994.
- Награда „Хорст Бинек” (Horst-Bienek-Förderpreis) Баварске академије лепих уметности, 2000.
- Награда „Књижевност у егзилу” (Literatur im Exil) града Хајделберга , 2001.
- Награда „Печат вароши сремскокарловачке”, за књигу песама Олујно јато, 2001.
- Чешка књижевна награда с медаљом Јозефа Либослава Зиглера, 2006.
- Међународна награда Сарајевских дана поезије „Босански стећак”, 2007.
- Кочићева награда, Бања Лука, 2009.[6]
- Награда „Мирослав Антић”, за књигу песама Свето и проклето, 2010.
- Награда „Мидхат Бегић” ПЕН-центра у БиХ и часописа „Нови Израз”, за књигу есеја По налозима поезије, 2011.
- Награда Балканског песничког фестивала у Браили, Румунија, 2013.
- Награда „Душан Васиљев”, за књигу Свакодневни смак свијета, 2014.
- Награда „Шушњар”, за целокупно књижевно дело, 2016 (додељује се у знак сећања на усташки покољ Срба Санског Моста о Илиндану 1941).
- Награда „Милош Н. Ђурић”, за најбољи превод песничке књиге на српски језик, 2016.[7]
- Награда „Статуета Бранка Радичевића”, за целокупно песничко дело, 2017.
- Награда „Жичка хрисовуља”, за 2018.[8]
- Награда „Кочићево перо”, 2018.[9]
- Награда „Љубомир П. Ненадовић”, за књигу путописа Та мјеста, 2018.
- Награда „Рајнер Кунце” (Reiner-Kunze-Preis), за 2018/2019.[10]
- Велика базјашка повеља, 2019.
- Дисова награда, 2021.
- Награда „Ђура Јакшић”, за књигу Опсада мога Ја, 2022 (постхумно).[11]

## Дела
- Наука о души и друге веселе приче, песме, В. Маслеша, Сарајево 1970.
- Тајна преписка, песме, Свјетлост, Сарајево 1976.
- Наше горе вук, песме, Р. Ћирпанов, Нови Сад 1976.
- Хулим и посвећујем, песме, БИГЗ, Рад и Народна књига, Београд 1977.
- Црна је мати недјеља, песме, Нолит, Београд 1983[12].
- Тајна преписка и друге пјесме, Свјетлост, Сарајево 1984/85.
- Праг, песме, Свјетлост, Сарајево 1986.
- Ринг, песме, БИГЗ, Београд 1987.
- Изабране пјесме, В. Маслеша, Сарајево 1988.[13]
- Ружа вјетрова – из савременог пјесништва Босне и Херцеговине, антологија, Смедеревска песничка јесен, Смедерево 1988. Новије пјесништво Босне и Херцеговине, антологија, Свјетлост, Сарајево 1990.
- Новије пјесништво Босне и Херцеговине, антологија, Свјетлост, Сарајево, 1990.
- Модерно српско пјесништво – велика књига модерне српске поезије од Костића и Илића до данас, антологија, Свјетлост, Сарајево 1991.[13]
- Сарајевски рукопис, песме, Време књиге, Београд 1993; 2. допуњено издање, Стубови културе, Београд 1998.
- Лирика, изабране песме, Дневник, Нови Сад 1995.
- Мој псалам /Mein Psalm, песме и записи, Edition Neue Wege, Берлин 1997[14].
- Твоје срце, зеко, роман, Филип Вишњић, Београд 1998[15].
- Олујно јато, изабране песме, Глас српски, Бања Лука 2000.
- Благослов изгнанства, Глас српски, Бања Лука 2001[16].
- Свето и проклето, песме, Издавачки центар Матице српске, Нови Сад 2009.
- Изабрана дјела у 4 тома: 1. Поезија, 2. Твоје срце, зеко, 3. По налозима поезије, есеји, и 4. Језик и неизрециво, пјеснички портрети, Залихица, Сарајево 2009.
- Сјај и мрак, изабране и нове песме, Наклада Зоро, Загреб – Сарајево 2010.
- Анђео ми бану кроз решетке, изабране песме, Културни центар Новог Сада, Нови Сад 2010.
- Вјерна звијезда / Верната sвезда, песме,Матица македонска, Скопје & Арка, Смедерево 2012.
- Свакодневни смак свијета, Трећи Трг, Београд 2013; 2. издање Кућа поезије, Бања Лука 2017.
- Безумни пламен, изабране и нове љубавне песме, СПКД Просвјета, Сарајево 2015.
- Христова луда, песме, Архипелаг, Београд 2017.
- Та мјеста (путописи), Агора, Зрењанин 2018.
- Кочићева и српска траума (есеј), Задужбина „Петар Кочић“, Бања Лука – Београд 2018.
- Звук судбине, звук прогонства, изабране песме, Градска библиотека "Владислав Петковић Дис", Чачак 2021.
- У пјесничким свјетовима, есеји, Службени гласник, Београд 2021.
- Опсада мога Ја, песме, Архипелаг, Београд 2021.
- Одбрана поезије, есеји, говори и разговори, КОВ, Вршац 2021.